# Ongudaji járás
Az Ongudaji járás (oroszul Онгудайский район, délajtáj nyelven Оҥдой аймак) Oroszország egyik járása az Altaj köztársaságban. Székhelye Ongudaj.

Az Ongudaji járás az Altaj Köztársaságban

## Népesség
- 2002-ben 15 642 lakosa volt, akik közül 11 872 altaj (13 cselkánnal, 10 telengittel, és 8 tubalárral), 3429 orosz, 92 kazah stb.
- 2010-ben 15 046 lakosa volt, akik közül 11 417 altaj (32 telengittel, 17 cselkánnal és 14 tubalárral együtt), 3214 orosz, 77 kazah, 25 kirgiz, 24 kumundi, 23 ukrán.